# Diaea praetexta
Diaea praetexta är en spindelart som först beskrevs av Ludwig Carl Christian Koch 1865.  Diaea praetexta ingår i släktet Diaea och familjen krabbspindlar.
Artens utbredningsområde är Samoa. Inga underarter finns listade i Catalogue of Life.